# Prague (banda)
Praga (プラハ Puraha) é um banda de rock, com três integrantes formada em 2006. Em setembro de 2009, eles assinaram com a Sony Music Japan e fizeram sua estréia em Major.

## Biografa
A banda se formou quando os três membros estavam freqüentando a mesma faculdade de música. Suzuki e Ito, colegas desde o colégio, introduziram o baixista Konno através de um amigo, e em 2006 começou a tocar em lugares de Tóquio sob o nome de "Sound Coordination". Em 2009, eles assinaram com a Ki / oon Records e lançou seu 1º single Slow Down em major . seu segundo single "Light Infection" trouxeram eles ao mainstream por ter sido o tema de abertura durante a 4 ª Temporada do anime Gintama. Prague também irá fazer o tema do décimo oitavo enceramento de Gintama.

## Cronologia
- 2006 
  - Formação do Prage
- 2009 
  - 9 de setembro - O primeiro single, Slow Down, lançado via Ki/oon Records
  - 9 de dezembro - o segundo single, Light Infection , lançado, assin entrando para o TOP 25 da Oricon
  - 29 de Dezembro - Participou do "the Countdown Japan Festival".
- 2010 
  - Prague inicia a  "Light Infection Tour"
  - 12 de Maio - o terceiro single, Distort, é lançado.
  - 29 de Junho - Show Gratuito no Shibuya Quattro para promover o album "Perspective"
  - 14 de Julho - lançado o primeiro album: Perspective
  - 27 de Julho,31 de Agosto e 28 de Setembro - Inicia-se a serie de concertos Monthly Sessions "Fire Fire Fire" concert
  - 7 de Agosto - Apresentam-se no "Rock in Japan Festival 2010"
  - 28 de Dezembro - Apresentam-se no "Countdown Japan 10/11 festival"
- 2011 
  - 15 de Janeiro - Lançam o Volume 1 do "Prague-Stream" (cujos volumes são shows feitos via Usestream)
  - 26 de Maio - um concerto solo no Shimokitazawa Shelter

## Discografia

### Singles
- Slow Down - (9/11/2009)
- Light Infection - (9/12/2009)
- Distort - (12/5/2010)
- Balance Doll - (10/8/2011)

### Álbuns
- Perspective (14/7/2010)

### Mini-álbuns
- Hanataba (11/5/2011)